# Symphony X (Album)
Symphony X ist das selbstbetitelte Debütalbum der US-amerikanischen Progressive-Metal-Band Symphony X. Es wurde im Dezember 1994 durch Zero Corporation in Japan veröffentlicht.

## Entstehungsgeschichte
Nachdem Gitarrist Michael Romeo 1984 sein Soloalbum The Dark Chapter in Japan erfolgreich herausgegeben hatte, formierte er auf Anregung von Zero Corporation die Band Symphony X, nahm einige Demoaufnahmen auf und begann später mit den Aufnahmen für das Debütalbum, das zunächst nur in Japan auf den Markt kam. Nach den Aufnahmen verließ Sänger Rod Tyler die Band, dessen Position Russell Allen einnahm, der einen bedeutenden Einfluss auf den künftigen Stil der Band hatte und mit seinem Wirken einen eher neo-klassischen Schwerpunkt setzte. Somit ist es das einzige Symphony-X-Album mit Tyler als Sänger. Weltweit wurde das Erstlingswerk dann erst 1996, nach erscheinen des Folgealbums The Damnation Game, über InsideOut Music herausgebracht.
Eine remasterte Ausgabe erschien am 13. Januar 2004 über Inside Out Music.

## Rezeption
Das Debütalbum erhielt verhaltene Kritiken. Robert Taylor von AllMusic vergab Symphony X 1,5 von 5 Sternen, wobei er die vorherrschenden Yngwie-Malmsteen-Einflüsse hervorhob und es als „bescheidenen Anfang einer sehr originellen und einflussreichen Band“ bezeichnete. Auf dem englischsprachigen Portal Prog Archives bewerteten es 235 Benutzer mit 2,87/10 Punkten. Besser fallen die Kritiken dagegen auf dem deutschsprachigen Progressive-Rock-Musikportal Babyblaue Seiten aus, wo es 8,5/15 Punkten erreicht. Es wird als passables, wenn auch nicht essenzielles Album, aber als aufschlussreiches Debüt und Standortbestimmung für die folgenden Werke charakterisiert. Henning Mangold meint: „Immerhin ist schon ein meisterhafter Longtrack zu finden: A lesson before dying bettet in ein fast lyrisches Liedgerüst einen Instrumentalteil ein, dessen Qualität deutlich aus dem Album heraussticht.“

## Titelliste
Alle Tracks wurden von Symphony X geschrieben.
| Nr.          | Titel                  | Länge |
| ------------ | ---------------------- | ----- |
| 1.           | Into the Dementia      | 1:01  |
| 2.           | The Raging Season      | 5:01  |
| 3.           | Premonition            | 5:37  |
| 4.           | Masquerade             | 4:28  |
| 5.           | Absinthe and Rue       | 7:16  |
| 6.           | Shades of Grey         | 5:41  |
| 7.           | Taunting the Notorious | 3:20  |
| 8.           | Rapture or Pain        | 5:05  |
| 9.           | Thorns of Sorrow       | 3:54  |
| 10.          | A Lesson Before Dying  | 12:07 |
| Gesamtlänge: | Gesamtlänge:           | 53:30 |